# Amaurobioides minor
Amaurobioides minor är en spindelart som beskrevs av Forster 1970. Amaurobioides minor ingår i släktet Amaurobioides och familjen spökspindlar. Inga underarter finns listade i Catalogue of Life.